# 丝茅冲站 (长沙地铁)
丝茅冲站位于中华人民共和国湖南省长沙市开福区车站北路与德雅路交叉口地下，是长沙地铁3号线的地铁车站，2020年6月28日开通运营。

## 车站周边
- 丽臣社区
- 邮电社区